# Харрисон, Даньелл
Данье́лл Ха́ррисон (англ. Danielle Harrison; род. 15 ноября 1999, Бейзингсток, Гэмпшир, Великобритания) — британская фигуристка, выступавшая в одиночном катании. Чемпионка Великобритании (2016), бронзовый призёр чемпионата Великобритании (2017, 2020), участница чемпионата Европы (2016).

## Биография
Родилась в городе Бейзингсток, графство Гэмпшир, Великобритания. Она — самая младшая из четырёх детей разработчика программного обеспечения Марка Харрисона и его супруги Пэм. Училась в младшей школе Касл-Хилл, затем в Everest Community Academy. Вне льда увлекалась контемпорари, музыкой и просмотром фильмов.
Начала заниматься фигурным катанием в 2006 году. В детстве тренировалась у Дженни Вулфорд в родном Бейзингстоке. Впоследствии каталась под руководством Деби Бриггз и Саймона Бриггза. Помимо них сотрудничала с Гэри Пидом, Петером Бекгором, Эндрю Смитом и Лайзой Боумонт. В 2014 году переехала в шотландский Данди.
В 2012 году участвовала в эстафете Олимпийского огня. Была выбрана в качестве факелоносца, поскольку считалась одной из главных спортивных надежд региона. Являлась чемпионкой Великобритании среди юниоров, выступала на юниорском чемпионате мира, Гран-при среди юниоров и Европейском юношеском Олимпийском фестивале.
В сезоне 2015/16 впервые участвовала во взрослом чемпионате Великобритании. 16-летняя Харрисон с первой попытки выиграла национальный чемпионат, в напряженной борьбе опередив Зои Уилкинсон на 0,09 балла. Даньелл по сумме двух выступлений набрала 125,46 баллов, а её основная соперница довольствовалась 125,37 баллами.
Благодаря победе на чемпионате страны Харрисон вошла в сборную к чемпионату Европы 2016 года. В короткой программе на Евро она заняла двадцать девятое место среди тридцати шести участниц. Тем самым не смогла квалифицироваться в финальную стадию, произвольную программу, куда прошли двадцать четыре фигуристки.
В следующих сезонах выступала в различных «челленджерах»: Finlandia Trophy и Мемориал Ондрея Непелы. В 2017 году привезла бронзовую медаль с международного турнира Volvo Open Cup, который проходил в Латвии. Дважды становилась бронзовой медалисткой чемпионата Великобритании (2017, 2020). Завершила карьеру в 2022 году.

## Личные рекорды
Её лучший результат по системе оценивания элементов от −3 до +3 составлял 125,89 баллов, установленный на Finlandia Trophy в 2016 году. На том турнире она также обновила личный рекорд за короткую программу — 47,72. По прежней судейской системе её наивысшими баллами за произвольную программу считались 84,00 с Мемориала Непелы 2017.
В 2018 году ISU провёл реформу, по итогам которой шкала за качество исполнения элементов была расширена (от −5 до +5). Все оценки, полученные спортсменами ранее, были обнулены и признаны историческими. После реформы наибольшие оценки получила на Мемориале Непелы 2019: за короткую — 44,05, за произвольную — 78,99, по сумме — 123,04.

## Программы
| Сезон   | Короткая программа                                                | Произвольная программа |
| ------- | ----------------------------------------------------------------- | --- |
| 2021/22 | - «On Golden Pond» Дейв Грусин                                    | - «Па-де-де» из балета «Щелкунчик» Пётр Чайковский                                                                            |
| 2019/20 | - «Praise You» Камиль Ярбро, Fatboy Slim в исполнении Ханны Грейс | - «Адажио Спартака и Фригии» из балета «Спартак» Арам Хачатурян                                                               |
| 2018/19 | - «Praise You» Камиль Ярбро, Fatboy Slim в исполнении Ханны Грейс | - Ромео и Джульетта: «A Time for Us» Жорж Бизе «Cheek of the Night» Абель Коженёвский «Dance of the Knights» Сергей Прокофьев |
| 2017/18 | - «Hallelujah» Леонард Коэн                                       | - Ромео и Джульетта: «A Time for Us» Жорж Бизе «Cheek of the Night» Абель Коженёвский «Dance of the Knights» Сергей Прокофьев |
| 2016/17 | - «Молитва» Владимир Граич                                        | - «Кармен» Жорж Бизе |
| 2015/16 | - «Молитва» Владимир Граич                                        | - «Шехеразада» Николай Римский-Корсаков                                                                                       |
| 2014/15 | - «The Legend of Zelda» Кодзи Кондо                               | - «Вакханалия» из оперы «Самсон и Далила» Камиль Сен-Санс                                                                     |

## Результаты
CS: Challenger Series
| Соревнования                | 13/14         | 14/15         | 15/16         | 16/17         | 17/18         | 18/19         | 19/20         | 21/22         |
| Международные               | Международные | Международные | Международные | Международные | Международные | Международные | Международные | Международные |
| --------------------------- | ------------- | ------------- | ------------- | ------------- | ------------- | ------------- | ------------- | ------------- |
| Чемпионат Европы            |               |               | 29            |               |               |               |               |               |
| CS Finlandia Trophy         |               |               |               | 11            | 19            |               |               |               |
| CS Мемориал Непелы          |               |               |               |               | 15            | 12            | 16            |               |
| Кубок Ниццы                 |               |               |               | 19            |               |               |               | 12            |
| Tayside Trophy              |               |               |               |               |               |               | 4             | 8             |
| Golden Bear                 |               |               |               |               |               | 7             | 17            |               |
| Volvo Open Cup              |               |               | 7             | 16            | 3             |               | 22            |               |
| Mentor Toruń Cup            |               |               | 15            |               | 4             |               |               |               |
| Sportland Trophy            |               |               | 6             |               |               |               |               |               |
| Международные среди юниоров |               |               |               |               |               |               |               |               |
| Чемпионат мира              |               | 27            | 36            |               |               |               |               |               |
| Гран-при Польши             |               |               | 20            |               |               |               |               |               |
| Гран-при Испании            |               |               | 17            |               |               |               |               |               |
| Гран-при Чехии              |               | 15            |               |               |               |               |               |               |
| Гран-при Эстонии            |               | 14            |               | 15            |               |               |               |               |
| Кубок Ниццы                 |               | 3             | 6             |               |               |               |               |               |
| Bavarian Open               |               | 1             | 2             |               |               |               |               |               |
| ЕЮОФ                        |               | 10            |               |               |               |               |               |               |
| Volvo Open Cup              | 11            | 8             |               |               |               |               |               |               |
| Santa Claus Cup             | 4             |               |               |               |               |               |               |               |
| Национальные                |               |               |               |               |               |               |               |               |
| Чемпионат Великобритании    | 2 юн.         | 1 юн.         | 1             | 3             | 4             |               | 3             | 5             |
| Сокращения: юн. — юниоры    |               |               |               |               |               |               |               |               |